# Vanne (rzeka we Francji)
Vanne – rzeka we Francji, przepływająca przez tereny regionów Burgundii i Szampanii-Ardenów, o długości 59,0 km. Stanowi prawy dopływ rzeki Yonne.